# Pullospora tetrachaeta
Pullospora tetrachaeta är en svampart som beskrevs av Faurel & Schotter 1965. Pullospora tetrachaeta ingår i släktet Pullospora, divisionen sporsäcksvampar och riket svampar.   Inga underarter finns listade i Catalogue of Life.